# 嬉野総合運動公園

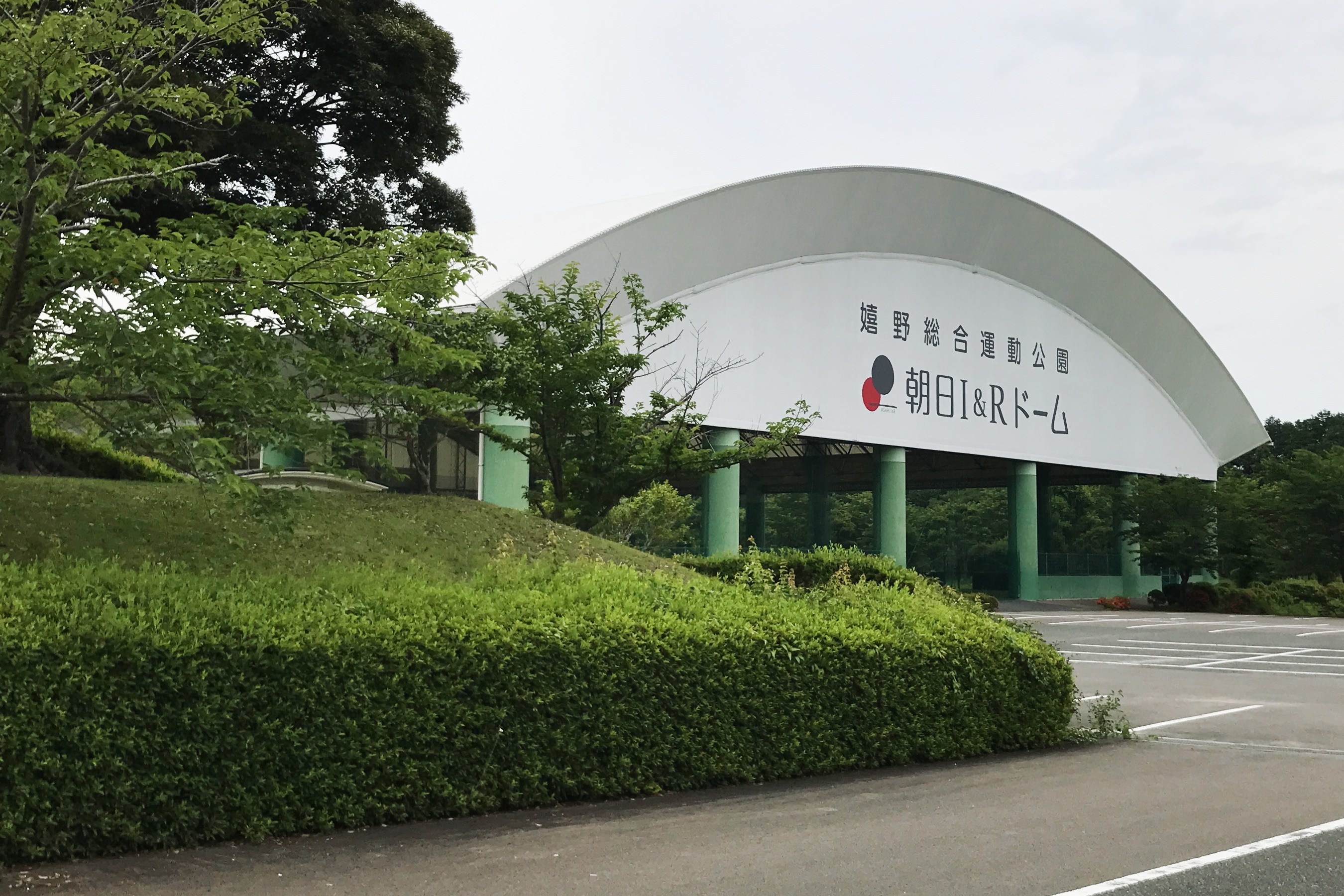
朝日I&R DOME

嬉野総合運動公園（うれしのそうごううんどうこえん）は、佐賀県嬉野市にある都市公園（運動公園）である。(一社)嬉野市スポーツ協会が指定管理者として管理し、みゆき公園という愛称で呼ばれている。

## 概要
1982年（昭和57年）に国の事業認可を受け、42.4haの園内に記念広場、多目的運動広場、野球場などの施設を整備。2007年度（平成19年度）で施設の整備が完了し、県下有数の都市公園として、市内外の多くの人々に利用されている。また、長崎自動車道嬉野ICに隣接していることから高校総体など全国大会の開催実績があるほどアクセスには便利である。
愛称の由来は、当公園の記念広場で、1987年（昭和62年）に第38回全国植樹祭が開催され、昭和天皇が御幸したことから、一般公募により命名された。

## 施設概要
文化施設
- 記念広場
- みゆき梅林園
- みゆき記念館

体育施設
- 多目的運動広場
- みゆき球場（野球場）
- みゆき球技場（サッカー・ラグビー場）
- みゆきテニスコート
- みゆきグラウンド・ゴルフ場
- みゆきクラブハウス
- 全天候型屋内多目的広場「朝日I&R DOME」
- みゆき相撲場

## 朝日I&R DOME
嬉野総合運動公園には全天候型屋内多目的広場があり「みゆきドーム」として整備されていた。2022年にドーム内を芝生化するとともに野球の投球練習場を併設し、4月1日から10年間の命名権を朝日I&Rホールディングスが取得し「朝日I&R DOME」となった。朝日I&R DOMEとして改修された全天候型屋内多目的広場は2022年5月5日にオープンした。

## アクセス
長崎自動車道・嬉野ICを降りて車で3分 JRバス・公会堂前で下車後、北寄りに徒歩

## 駐車場
正面入口など合計671台